# Матурский сельсовет
Матурский сельсовет — сельское поселение в Таштыпском районе Хакасии.
Административный центр — село Матур.

## История
Статус и границы сельского поселения установлены Законом Республики Хакасия от 15 октября 2004 года № 73 «Об утверждении границ муниципальных образований Таштыпского района и наделении их соответственно статусом муниципального района, сельского поселения»

## Население
| 2002  | 2010  | 2012  | 2013  | 2014  | 2015  | 2016  |
| ----- | ----- | ----- | ----- | ----- | ----- | ----- |
| 1420  | ↘1412 | ↘1410 | ↘1408 | ↘1385 | ↘1354 | ↘1305 |
| 2017  | 2018  | 2019  | 2020  | 2021  |       |       |
| ↘1246 | ↘1227 | ↘1196 | ↘1183 | ↗1202 |       |       |

## Состав сельского поселения
В состав сельского поселения входят 2 населённых пункта:
| № | Населённый пункт | Тип населённого пункта       | Население |
| - | ---------------- | ---------------------------- | --------- |
| 1 | Матур            | село, административный центр | ↗1231     |
| 2 | Нижний Матур     | деревня                      | ↘181      |

## Местное самоуправление
Администрация
с. Матур, Советская,  20
Глава администрации
- Лебедев Анатолий Сергеевич